# عبطارة (حديبو)

تعديل مصدري - تعديل

عبطارة هي إحدى قرى مديرية حديبو التابعة لمحافظة سقطرى، بلغ تعداد سكانها 379 نسمة حسب تعداد اليمن لعام 2004.